# Fauillet
Fauillet è un comune francese di 884 abitanti situato nel dipartimento del Lot e Garonna, nella regione della Nuova Aquitania.

## Società

### Evoluzione demografica
Abitanti censiti